# Obraz Matki Bożej Harcerskiej

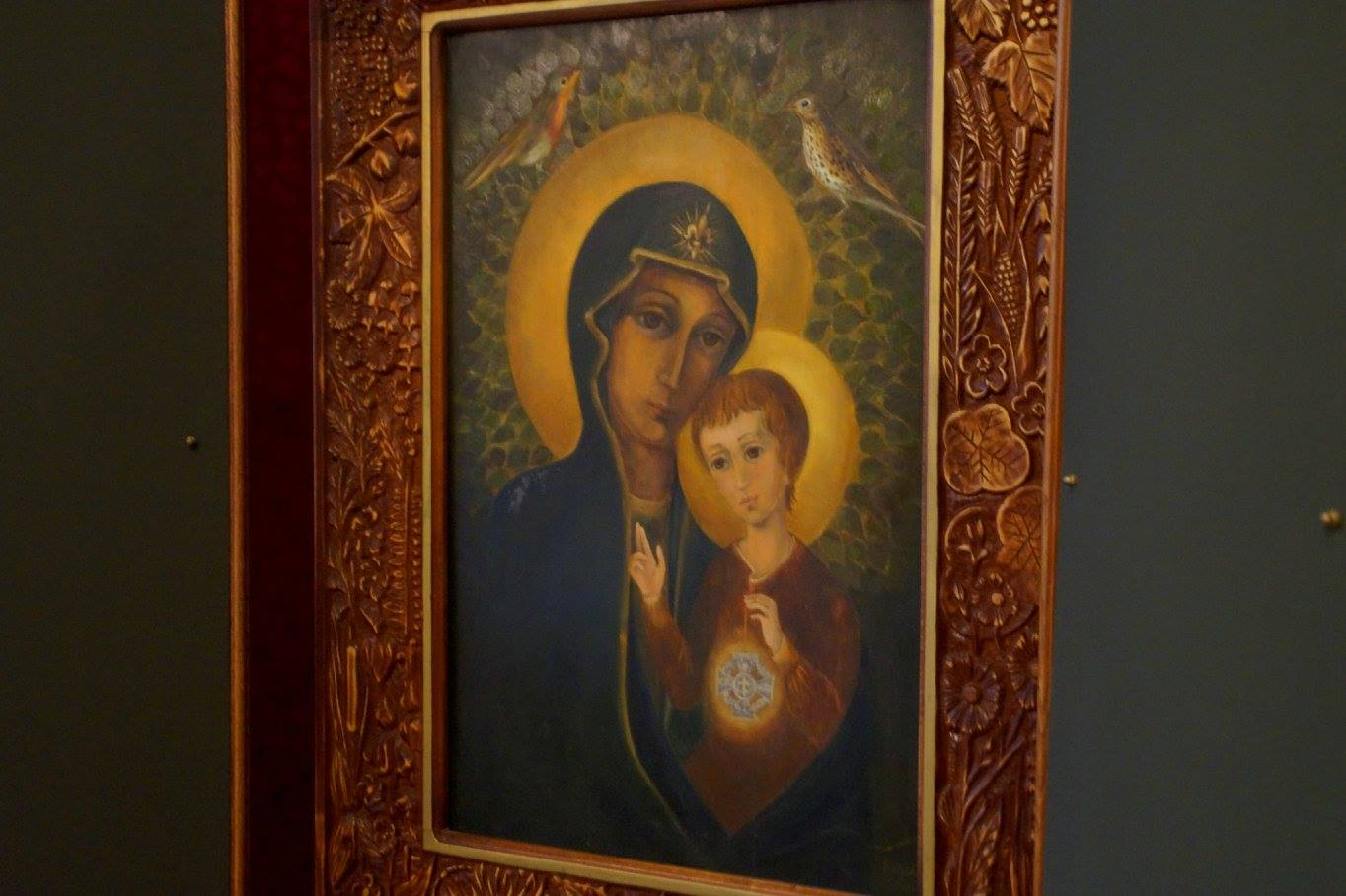
Matka Boża Harcerska

Obraz Matki Bożej Harcerskiej – wizerunek Matki Bożej, patronki harcerstwa, opiekunki Związku Harcerstwa Polskiego oraz Związku Harcerstwa Rzeczypospolitej.

## Historia

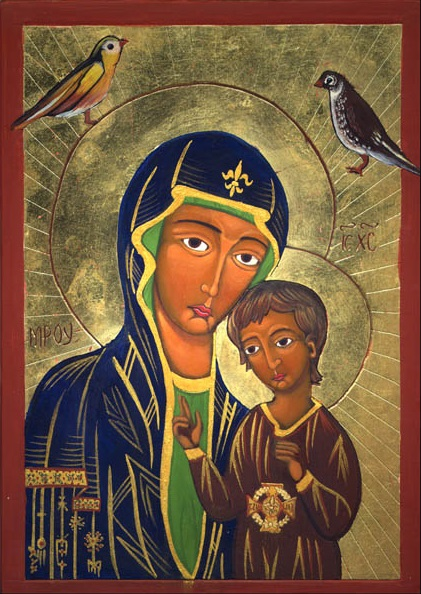
Kopia obrazu w wykonaniu autorki oryginału

Hm. Hanna Kowalska-Miecznikowska poleciła swojej przyjaciółce Barbarze Kulak namalowanie obrazu Matki Bożej Harcerskiej w czasie II wojny światowej. Sam obraz powstał jednak w 1978 r. i był czasowo ukrywany w kościele ojców jezuitów w Łodzi. Był wystawiany na widok publiczny m.in. podczas tzw. Mszy za Ojczyznę organizowanych przez duszpasterza łódzkich harcerzy oraz kapelana „Solidarności” o. Stefana Miecznikowskiego w latach 80. XX. 1987 r. obraz został przekazany podczas 35. podróży apostolskiej Janowi Pawłowi II. Ten ofiarował wizerunek do Muzeum Archidiecezji Łódzkiej. W latach 90. XX wieku obraz ponownie wrócił w ręce harcerzy. Dziś można go oglądać w budynku Komendy Chorągwi Łódzkiej ZHP i służy środowiskom harcerskim z całej Polski. Współcześnie największym propagatorem kultu obrazu jest Zespół Wychowania Duchowego i Religijnego Chorągwi Łódzkiej ZHP, który jednocześnie stoi na jego straży. Kopie obrazu (również tworzone przez samą autorkę) można znaleźć m.in. w biurze Związku Harcerstwa Rzeczypospolitej w Warszawie, Centralnej Szkole Instruktorów Harcerskich ZHP „Nadwarciański Gród” w Załęczu Wielkim, przy kościele w Woli Rzeczyckiej koło Stalowej Woli oraz w licznych harcówkach.

## Opis
Obraz Matki Bożej Harcerskiej jest kopią jasnogórskiego obrazu. Tak opisuje obraz ks. phm. Artur Graczyk-Wejman Kapelan Chorągwi Łódzkiej ZHP:

Druhny i Druhowie, kiedy przypatrzymy się ikonie Matki Boskiej Harcerskiej odnajdziemy wiele symboli i znaków będących dla nas wskazówką i wyzwaniem. Maryja, tak bardzo przypominająca Jasnogórską Panią trzyma na dłoniach Dzieciątko Jezus, tak odmienne od tych które znamy z innych obrazów i wizerunków. Rude włosy i piwne oczy na dziecięcej twarzy symbolizują starotestamentalnego Dawida, z którego rodu pochodził przecież sam Jezus. Trzyma On na złotej nitce srebrny Krzyż Harcerski. Wskazując do nam harcerzom jako klucze do odkrywania szczęścia, drogę do świętości do jakiej sam nas powołuje w harcerskiej szkole życia. Wszystko dokonuje się w leśnej scenerii liści i drzew, tak charakterystycznej dla naszych biwaków, rajdów i obozów. Maryi i Jezusowi prześpiewują dwa typowe dla naszego polskiego krajobrazu ptaki: rudzik i drozd śpiewak, których świergot i śpiew zachwyca i pociąga ku kontemplacji działa stworzenia. Można z pewnością powiedzieć, że głównym przesłaniem jakie niesie ze sobą ikona to przesłanie pokoju i pojednania.